# 놀리나아과
놀리나아과(nolina亞科, 학명: Nolinoideae 놀리노이데아이[*])는 비짜루과의 아과이다. 2009년 APG III 분류 체계에서 비짜루과로 분류되었으며, 이전에는 넓은 의미(sensu lato)에서 별도의 과인 루스쿠스과(Ruscaceae)로 분류하기도 했다. 은방울꽃과(Convallariaceae) 또는 맥문동과로 분류하기도 했다. 크론퀴스트 분류법에서는 백합과에 속했던 분류군들 가운데 일부가 여기에 속해 있다.

## 하위 분류
| - 놀리나족(Nolineae S.Watson) - 둥굴레족(Polygonateae Benth. & Hook.f.) - 루스쿠스족(Rusceae Dumort.) - 맥문아재비족(Ophiopogoneae Voigt) - 에리오스페르뭄족(Eriospermeae Endl. ex Meisn.) - 용혈수족(Dracaeneae Dumort.) - 은방울꽃족(Convallarieae Dumort.) | 분류 불확실(incertae sedis) - 코모스페르뭄속(Comospermum Rauschert) |